# Homolog (Linguistik)
Ein Homolog bzw. homologer Terminus (von altgriechisch ὁμολογία homología, deutsch ‚Übereinstimmung‘) ist ein Ausdruck, der durch seine Form ein Beispiel für seine Bedeutung darstellt. Damit zählen Homologe zu den Autologen.

## Beispiele
- Der Terminus achtzehnbuchstabig ist homolog, da er selbst 18 Buchstaben aufweist. Entsprechendes gilt z. B. für „dreisilbig“, „deutsch“, „kleingeschrieben“ und „Substantiv“.
- Der Terminus Schibboleth diente in einer biblischen Geschichte als Schibboleth, war also ein Homolog.
- Der Ausdruck Assimilation ist selbst ein Beispiel für eine Assimilation (< lat. assimilis aus ad + similis).
- altind. bahuvrihi ›viel Reis habend‹ ist selbst ein Bahuvrihi (Possessivkompositum)[1]
- Der englische Ausdruck haplogy („Haplologie“) ist selbst ein Beispiel für Haplologie/Silbenschwund.[2]
- Der Ausdruck tote Metapher (‚lexikalisierte/verblasste Metapher‘) ist eher ein reziprokes Homolog, nämlich eine lebendige Metapher oder ein Heterolog.
- Das Wort Rechtsschreibfehler hat einen Rechtschreibfehler.
- Das Wort Oxymoron, eine rhetorische Figur, die das Verbinden zweier Gegensätze beschreibt, ist selber ein Oxymoron. Es setzt sich zusammen aus  ὀξύς oxys „scharf[sinnig]“ und μωρός mōros „stumpf[sinnig], dumm“.
- Das Wort achatisieren stand im Duden von 1880 ist aber heute nicht mehr gebräuchlich. Es ist eine altertümliche Form von archaisieren und somit homolog.